# Mosstock Festival
Mosstock Festival er en dansk festival for amatørmusikere, der ligger syd for Gammel Ry i nærheden af  Skanderborg. Den blev grundlagt i 1971, og det er dermed Danmarks ældste festival. Navnet henviser dels til Mossø, dels til den berømte amerikanske Woodstockfestival.

## Historie
Efter at have set filmen om  Woodstock-festivalen, ville   Niels Godrum   i 1971 starte en dansk rockfestival. Han omdannede en af sine forældres marker ved Gudenåen, til en festivalplads, og her har festivalen hørt hjemme lige siden. "Festivalen" det første år bestod dog kun af ét band, der spillede for 50 gæster, men siden er konceptet vokset.
Fra starten var formålet at støtte amatørmusikken i Danmark, så kun upcoming bands og amatører får adgang til festivalens scene. Hvert år sender cirka 100 amatørbands og solister en demo til festivalen med håb om at blive blandt de 30 udvalgte optrædende. Omkring 2010 havde festivalen årligt ca. 3000 gæster.

## Musiknavne
Selvom festivalen kun inviterer amatører til at performe, har mange senere professionelle kunstnere optrådt på festivalen tidligt i deres karriere. Blandt andre Saybia, Marie Frank, Jette Torp, Jacob Haugaard, Finn Nørbygaard, Lone Kellermann og Troels Lyby har  stået på scenen på festivalen.